# Haratch
Haratch (in armeno Յառաջ?, Avanti) è stato un quotidiano francese in lingua armena occidentale pubblicato a Parigi dal 1925 al 2009.

## Storia

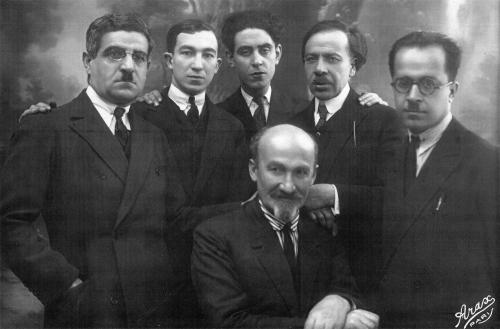
Comitato di Haratch a Parigi, febbraio 1928. Da sinistra a destra: Chavarche Missakian, Armen Lubin, Nechan Bechiktachlian, Melkon Kebabdjian, Chavarch Nartouni, Teotig (seduto).

Haratch è stato fondato nel 1925 dal giornalista e intellettuale Chavarche Missakian. Divenne quotidiano dal 1º gennaio 1927. Sulle sue colonne scrissero alcuni importanti esponenti della cultura armena rifugiata in Francia di diverse tendenze, tra cui Shahan Shahnour, Schavarch Nartouni, Zareh Vorpuni, Hrach Zartarian, Nshan Beshiktashlian e Hrant Samuel.
Haratch cessò le pubblicazioni il 9 giugno 1940 a causa dell'occupazione nazista della Francia e le riprese l'8 aprile 1945 dopo la liberazione del Paese. Durante l'occupazione tedesca Haratch fornì assistenza e consulenza ai rifugiati armeni in Francia in merito al loro status, al rinnovo dei permessi di soggiorno, ai regolamenti di polizia, al diritto al lavoro, al servizio militare e anche a questioni igieniche, con Hay Pouj diretto da Chavarch Nartouni.
Nel 1953 la redazione di Haratch si trasferì all'Azkayin Doun ("Casa Nazionale"), un palazzo privato in rue de Trévise (IX arrondissement di Parigi) dove le organizzazioni armene rivali convivevano pacificamente fianco a fianco.
Il 26 gennaio 1957 morì il fondatore del giornale, Missakian. Di conseguenza sua figlia Arpik Missakian assunse le responsabilità di editore e caporedattore. Dopo diversi cambi di indirizzo e di tipografia, nel 1973 Haratch si trasferì infine al numero 83 di rue de Hauteville a Parigi, con una stanza per la redazione e un'officina per la linotype tedesca acquistata nel 1953.
Nel 1976 Haratch aggiunse un supplemento mensile di letteratura e arti, intitolato Midk yèv Arvest (armeno: Միտք եւ Արուեստ).
A causa del calo dei lettori (la tiratura negli ultimi anni era scesa a meno di mille copie) Missakian decise di chiuderlo. L'ultimo numero di Haratch fu pubblicato con la data del 30-31 maggio 2009.
Cinque mesi dopo la chiusura del quotidiano, un nuovo gruppo di intellettuali ha iniziato a pubblicare un periodico chiamato Nor Haratch.